# افسوس (شهر)

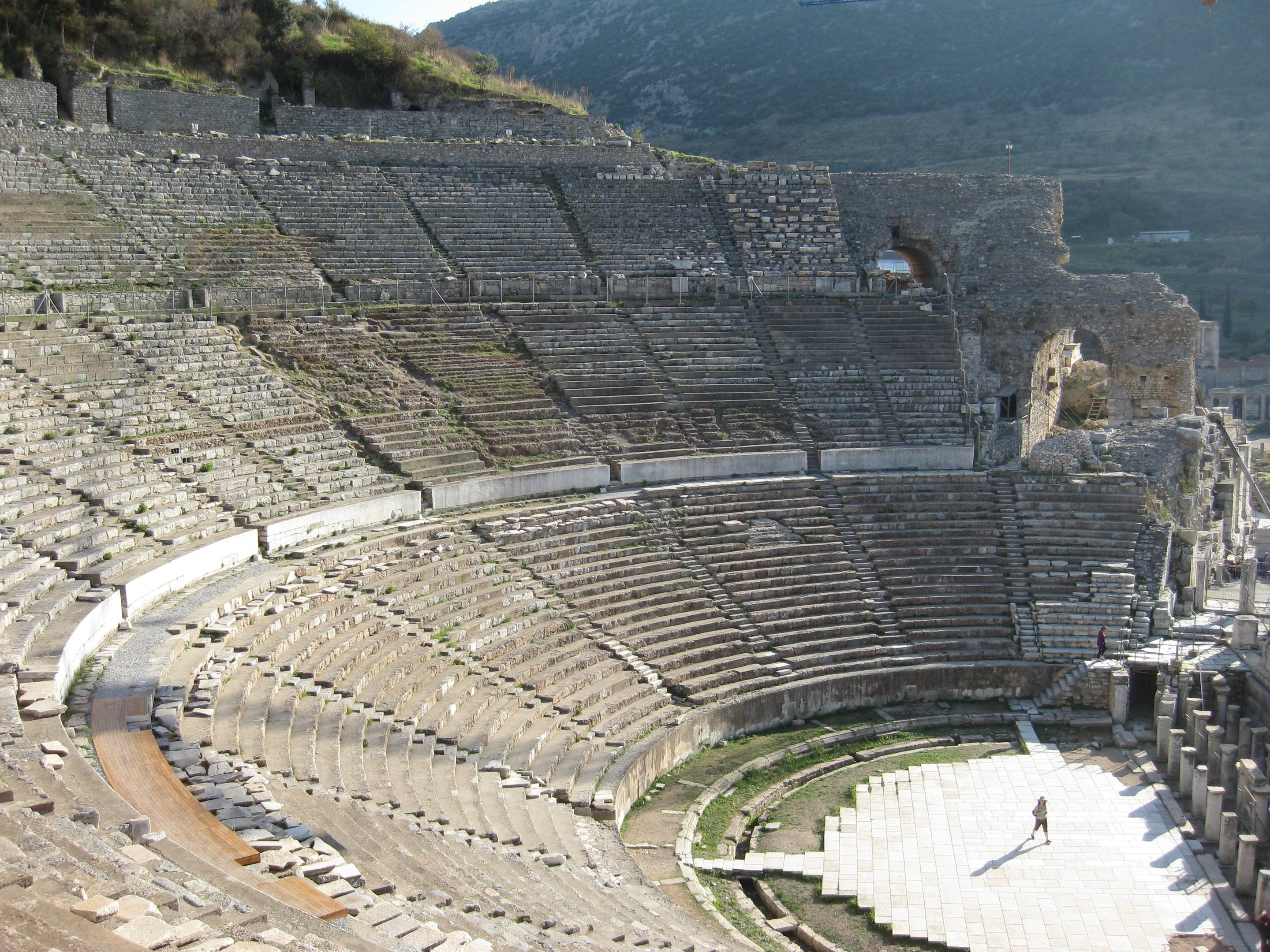
آمفی تئاتر افسوس در جنوب غربی ترکیه

اِفِسوس (نیز اِفِسُس) (به یونانی: Έφεσος) یکی از شهرهای ایونیا در آناتولی (آسیای صغیر) باستان بود که امروز ویرانه‌های آن به عنوان مرکز گردشگری و باستان‌شناسی در سه کیلومتری جنوب شهر سلجوک استان ازمیر کشور ترکیه قرار دارد.
ویرانه‌های افسوس یکی از بزرگ‌ترین مجموعه‌های بر جای مانده از تمدن یونانیان در مدیترانه شرقی است.
جاذبه‌های گردشگری این شهر، همه ساله جهانگردان بسیاری را به این منطقه جذب می‌کند. «افسوس» میزبان یکی از هفت کلیسای آسیا در کتاب «مکاشفه یوحنا» در «عهد جدید» بوده‌است و شاید انجیل یوحنا در این محل به رشته تحریر درآمده باشد. همچنین بسیاری بر این باورند که «هفت خفتگان افسوس» (در قرآن: أصحاب الکهف)، که مسلمانان آن‌ها را مقدس می‌دانند، در این شهر زندگی می‌کردند و در غاری نزدیک به آن، سال‌های بسیار به خواب رفته‌اند. کشف بسیاری از اسناد مربوط به مسیحیت و مذاهب پیشین، «افسوس» را در زمره مهم‌ترین بقایای تاریخی قرار داده‌است.
تخمین زده می‌شود که شهر افسوس در زمان رومیان بین ۳۳۶۰۰ تا ۵۶۰۰۰ نفر جمعیت داشته‌است؛ و سومین شهر بزرگ منطقه آناتولی بعد از شهرهای ساردیس و اسکندریه ترواس بوده‌است.

## نام افسوس
اِفِسوس یک واژه باستانی و به معنای شهر «ایزدبانوی مادر» است. این مکان نام خویش را از واژه باستانی هتیتی آپاشا گرفته‌است. از آنجا که یونانیها حرف «ش» را در زبان خود نداشتند و از این رو این نام در زبان ایشان از آپاشا به اِفِسوس مبدل گشت. اِفِسوس در زبان ترکی استانبولی «اِفِس» تلفظ می‌شود.
آپاشام یا اِفِسوس یکی از مراکز تجمع هیتی‌ها و تمدن میکنه‌ای بود و یکی از مهم‌ترین شهرهای آسیای کوچک بشمار می‌رفته که تاریخچه آن به ۵۰۰۰ سال پیش از میلاد مسیح می‌رسد. اولین بار در سال ۲۹۶ پ.م. محل این شهر توسط لیسیماخوس به مکان امروز منتقل گشته و به صورت بندری مهم متعلق به کشور پرگامون گردید.

## باستان‌شناسی
تاریخچه باستان‌شناسی در شهر افسوس به سال ۱۸۶۳ میلادی بازمی‌گردد. در آن زمان باستان‌شناسی به نام جان ترتل وود، از سوی موزه بریتانیا مسوولیت کاوش در معبد آرتمیس را به عهده گرفت. در سال ۱۸۶۹ او موفق به کشف پیاده‌رویی از معبد شد. در سال ۱۸۷۴ اکتشافات متوقف گردید و بار دیگر توسط اتو بندورف که یک باستان‌شناس آلمانی بود در سال ۱۸۹۵ از سر گرفته شد.
باستان شناسان تخمین می‌زنند که تنها ۱۵ درصد از شهر باستانی افسوس کشف شده‌است و از زیر خاک بیرون آورده شده‌است.

## برخی از افراد مشهور
- هراکلیتوس (۵۳۵–۴۷۵ قبل از میلاد) فیلسوف پیشاسقراطی
- زوکسیس نقاش قرن پنجم قبل از میلاد
- پارهاسیوس نقاش قرن پنجم قبل از میلاد
- سورانوس فیزیکدان قرن اول و دوم پس از میلاد
- آرتمیدوروس طالع بین و نویسنده قرن دوم پس از میلاد